# Бумба (страна)
Бумба — легендарная страна в калмыцком эпосе Джангар, родина главных персонажей повествования. Описывается как степь (көдә), в которой пасутся табуны лошадей и сайгаков (гөрәсн). Из деревьев наиболее часто упоминаются тополя (уласн). При этом в этой стране нет ни летней засухи, ни зимних морозов. Изредка на страну нападают демонические мангасы, с которыми успешно сражаются местные богатыри.
Из топонимов-ориентиров Бумбы упоминается океан Шартыг (на юго-западе), который ассоциируется с Аральским морем. У океана расположены кочевья Зан-тайши из третьей песни эпоса. С юга Бумбу ограничивает река Арта-Зандан (ассоциируемая с Сыр-Дарьей), за которой располагается гора Арсланг.
В шестой песне эпоса земли к югу от Бумбы принадлежат Догшон Килгану, а в восьмой — владеющему стадами верблюдов хану Джилгину. В 11 песне эпоса Джангар также упомянуты горы Хангай. Дворец правителя Бумбы расположен на северном склоне Алтая. При этом поблизости от ставки Джангара расположен океан Бумба (Бумб дала). В Одиннадцатой песне Бумба прочно ассоциируется с Прииртышьем. 
Само слово «бумба» в качестве прилагательного может означать «заветный» или «священный». Отмечается, что богатыри этой страны исповедуют «жёлтую веру» (буддизм в версии школы гелуг).
В советские годы, при переизданиях эпоса, бытовало представление, что Бумба — это народная мечта об идеальном обществе, где все равны. Некоторые исследователи усматривали в Бумбе черты Шамбалы. В то же время в этой сказочной стране можно заметить и отголоски идеализированной представлений о Джунгарском ханстве.